# 廷德爾海崖
廷德爾海崖（英語：Tindal Bluff），是南極洲的海崖，位於葛拉漢地的弗因海岸，海拔高度800米，處於弗里克冰川和莫尼耶角之間，由美國探險隊拍攝照片，現時由南極條約體系管理。